# دوپیازه آلو
دوپیازه آلو، غذائی حاوی پیاز و سیب‌زمینی است که جزو غذاهای محلی و سنتی استان فارس است. این غذا در ابتدا در کشورهای هند و پاکستان طبخ می‌شده و متشکل از دو عدد پیاز و یک عدد سیب زمینی بوده با سیر و ادویه جات فراوان. برای همین دوپیازه سیب زمینی نام گرفته و از آن جایی که شیرازی‌ها به سیب زمینی آلو می‌گویند، به دوپیازه آلو هم مشهور است.